# Slamniki
Slamniki é um assentamento localizado no município de Bled na Eslovênia. Possuía uma população estimada de 18 habitantes em 2020.